# Plumichiton flavus
Plumichiton flavus är en insektsart som först beskrevs av William Miles Maskell 1884.  Plumichiton flavus ingår i släktet Plumichiton och familjen skålsköldlöss. Inga underarter finns listade i Catalogue of Life.